# Fiziologija
Fiziologija (iz besed Physis, narava + Logos, veščina, znanost) je panoga biologije, ki proučuje življenjske procese v organizmih. Tradicionalno delimo fiziologijo na fiziologijo rastlin in fiziologijo živali z ločeno panogo fiziologije človeka, ki jo obravnavamo v sklopu medicinskih znanosti. Vendar pa so osnovni principi delovanja enaki pri vseh organizmih, zato se pristop do preučevanja in določene tehnike ter metode uporabljajo v vseh vejah fiziologije.

## Razdelitev fiziologije
Glede na organizem razdelimo fiziologijo na:
- fiziologija mikroorganizmov
- fiziologija rastlin
- fiziologija živali
  - fiziologija vretenčarjev
    - fiziologija domačih živali

  - fiziologija nevretenčarjev
- fiziologija človeka

Glede na način prikazovanja procesov pa razdelimo fiziologijo na:
- splošna fiziologija (obravnava dogajanja v telesu - homeostaza, prenos snovi preko celičnih membran, sestava organizma, nastanek membranskih potencialov, delovanje encimov, pomen pigmentov,...)
- komparativna ali primerjalna fiziologija (primerja fiziološke procese pri različnih organizmih)
- specialna fiziologija (obravnava procese dihanja, prebave, presnove, cirkulacije, gibanja, delovanja vzdražljivih tkiv, uravnavanje acido-baznega ravnotežja, delovanje hormonov, produkcije in reprodukcije,...):
  - celična (celularna) fiziologija
  - kardiovaskularna fiziologija
  - nevrofiziologija
  - elektrofiziologija
  - respiratorna fiziologija (fiziologija dihanja)
  - fiziologija mišic in gibanja
  - fiziologija prebave
  - fiziologija izločanja (ekskrecije)
  - fiziologija reprodukcije (razmnoževanja)
  - fiziologija hormonalnega sistema (endokrinologija)
  - fiziologija presnove (metabolizem)